# 茨田大宮
茨田大宮（まったおおみや）は、大阪府大阪市鶴見区にある町名。現行行政地名は茨田大宮一丁目から茨田大宮四丁目。

## 地理
鶴見区の北東部に位置し、南東に安田、南東と東に大東市、北と北西に門真市と接している。

### 河川
- 古川

## 世帯数と人口
2019年（令和元年）9月30日現在の世帯数と人口は以下の通りである。
| 丁目           | 世帯数    | 人口    |
| -------------- | --------- | ------- |
| 茨田大宮一丁目 | 774世帯   | 1,990人 |
| 茨田大宮二丁目 | 471世帯   | 818人   |
| 茨田大宮三丁目 | 919世帯   | 1,892人 |
| 茨田大宮四丁目 | 1,781世帯 | 3,578人 |
| 計             | 3,945世帯 | 8,278人 |

### 人口の変遷
国勢調査による人口の推移。
| 1995年（平成7年）  | 8,036人 | [ 5 ] |  |
| 2000年（平成12年） | 8,968人 | [ 6 ] |  |
| 2005年（平成17年） | 9,330人 | [ 7 ] |  |
| 2010年（平成22年） | 8,813人 | [ 8 ] |  |
| 2015年（平成27年） | 8,560人 | [ 9 ] |  |

### 世帯数の変遷
国勢調査による世帯数の推移。
| 1995年（平成7年）  | 2,931世帯 | [ 5 ] |  |
| 2000年（平成12年） | 3,540世帯 | [ 6 ] |  |
| 2005年（平成17年） | 3,745世帯 | [ 7 ] |  |
| 2010年（平成22年） | 3,681世帯 | [ 8 ] |  |
| 2015年（平成27年） | 3,723世帯 | [ 9 ] |  |

## 学区
市立小・中学校に通う場合、学区は以下の通りとなる。なお、小学校・中学校入学時に学校選択制度を導入しており、通学区域以外に鶴見区にある小学校・中学校から選択することも可能。
| 丁目           | 番   | 小学校               | 中学校               |
| -------------- | ---- | -------------------- | -------------------- |
| 茨田大宮一丁目 | 全域 | 大阪市立茨田北小学校 | 大阪市立茨田北中学校 |
| 茨田大宮二丁目 | 全域 | 大阪市立茨田東小学校 | 大阪市立茨田北中学校 |
| 茨田大宮三丁目 | 全域 | 大阪市立茨田東小学校 | 大阪市立茨田北中学校 |
| 茨田大宮四丁目 | 全域 | 大阪市立茨田東小学校 | 大阪市立茨田北中学校 |

## 事業所
2016年（平成28年）現在の経済センサス調査による事業所数と従業員数は以下の通りである。
| 丁目           | 事業所数  | 従業員数 |
| -------------- | --------- | -------- |
| 茨田大宮一丁目 | 60事業所  | 332人    |
| 茨田大宮二丁目 | 130事業所 | 1,352人  |
| 茨田大宮三丁目 | 36事業所  | 284人    |
| 茨田大宮四丁目 | 33事業所  | 185人    |
| 計             | 259事業所 | 2,153人  |

## 交通
- 近畿自動車道 大東鶴見インターチェンジ
- 大阪府道2号大阪中央環状線

## 施設
- 大阪市立茨田北中学校
- 大阪市立茨田東小学校
- 鶴見茨田大宮郵便局
- 関西みらい銀行 茨田支店
- 三井アウトレットパーク 大阪鶴見

## その他

### 日本郵便
- 〒538-0031[3]（集配局：大阪城東郵便局[13]）